# 香港湿地公園
香港湿地公園（ほんこんしっちこうえん）は、香港・元朗区の天水囲にある公園。香港北西部の深圳との境界に近い。

## 概要
元々あった湿地帯の保全を目的として1998年に計画され、2006年に全体の整備が完了した。面積は61haで香港では規模の大きな公園のひとつである。環境保護の教育施設として機能しており、湿地帯に生息する生物の展示館が併設している。

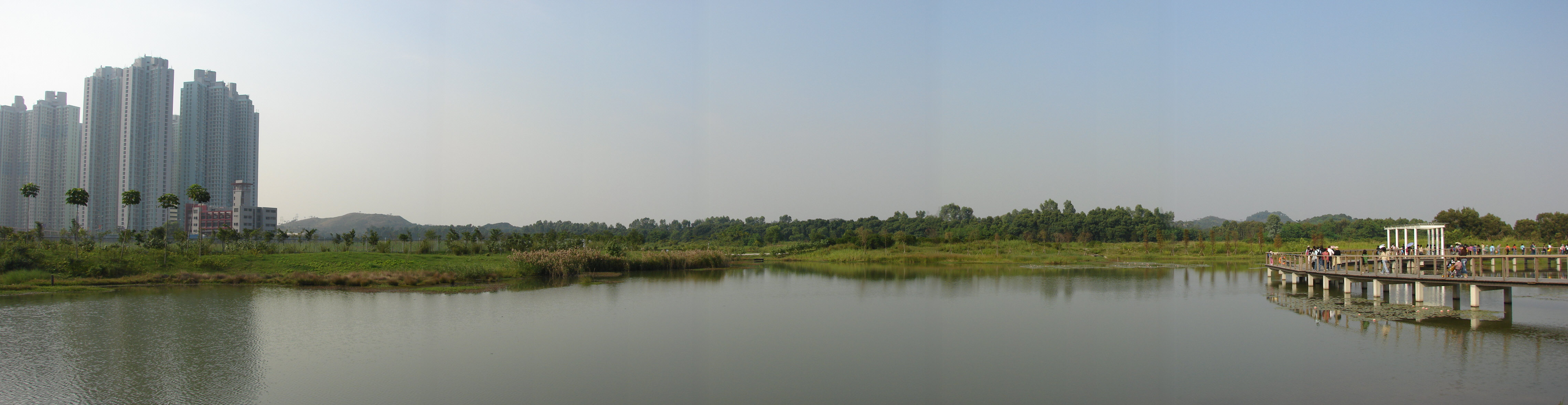
公園の展望

## 施設

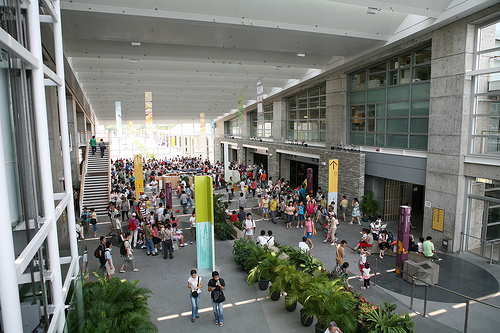
ビジターセンターのロビー
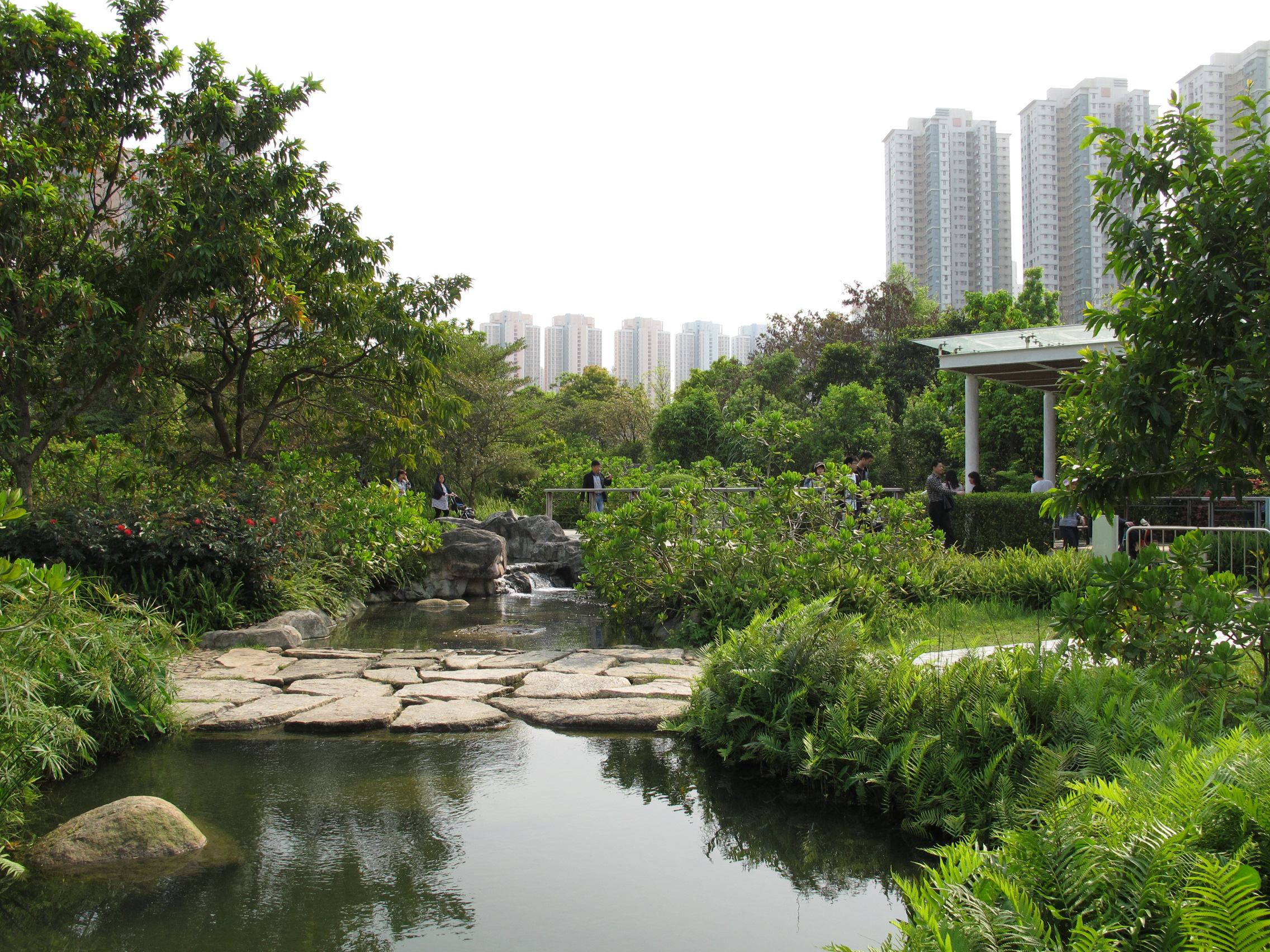
ストリーム・ウォーク
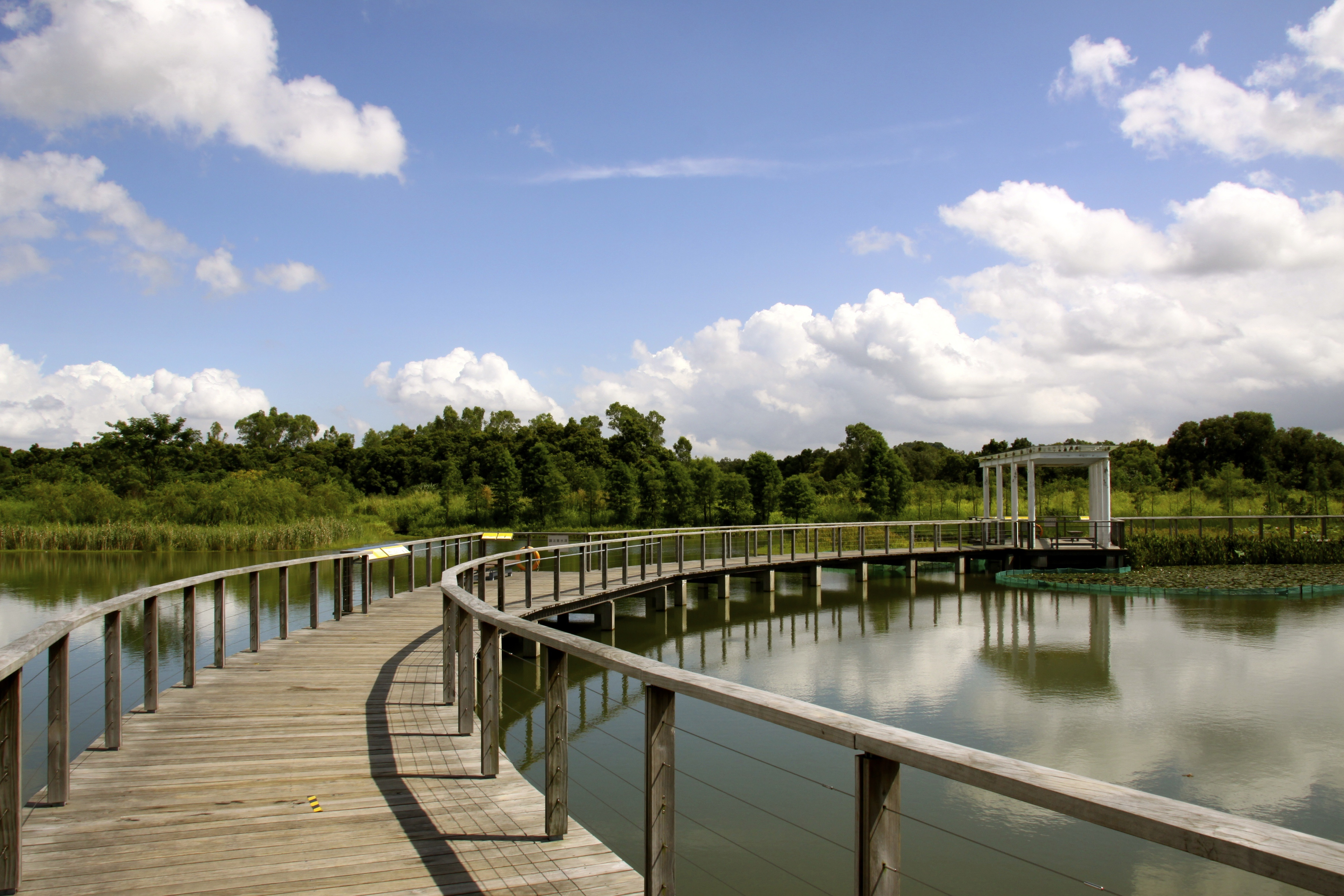
サクセション・ウォーク
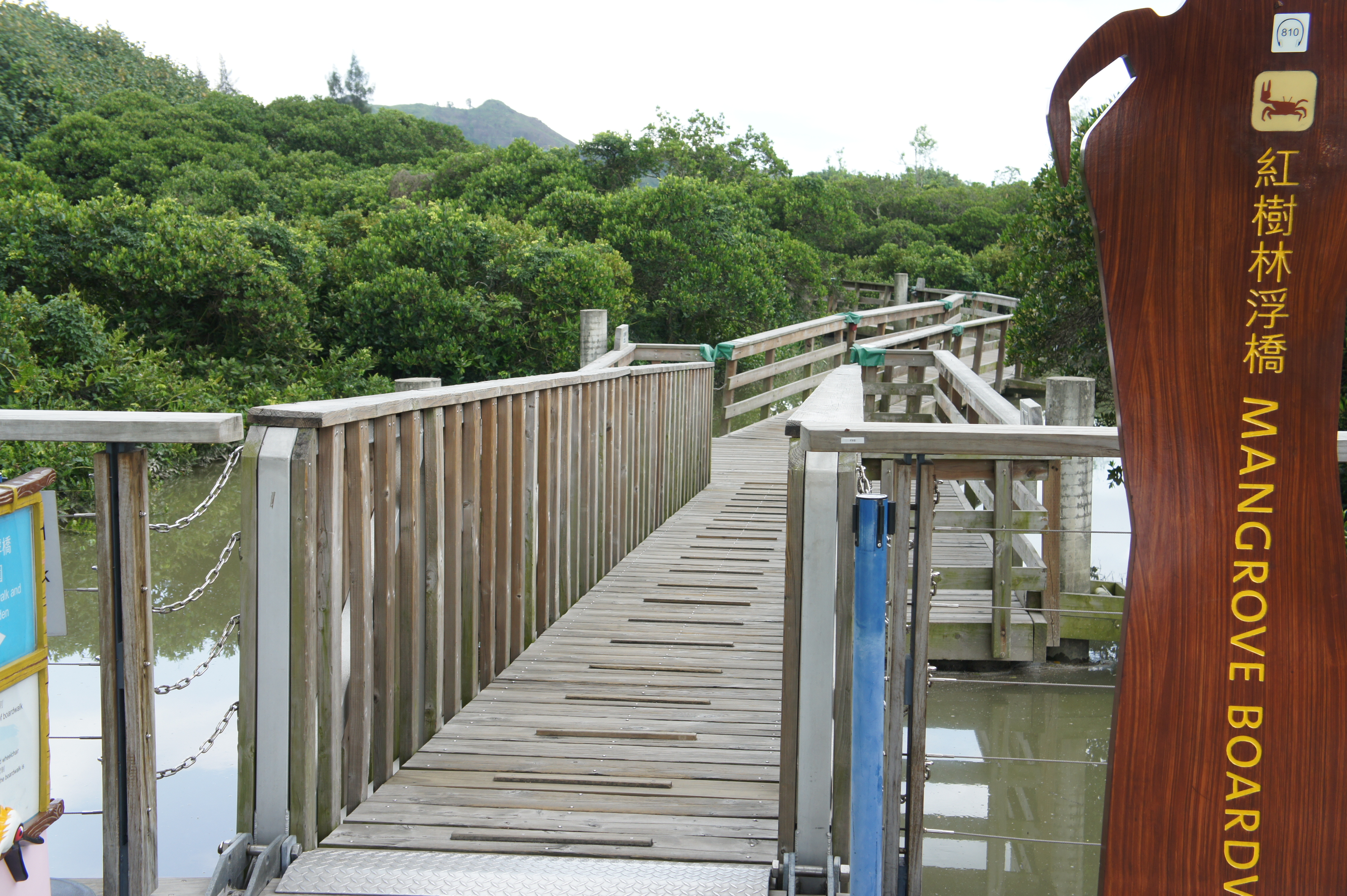
マングローブ・ボードウォーク
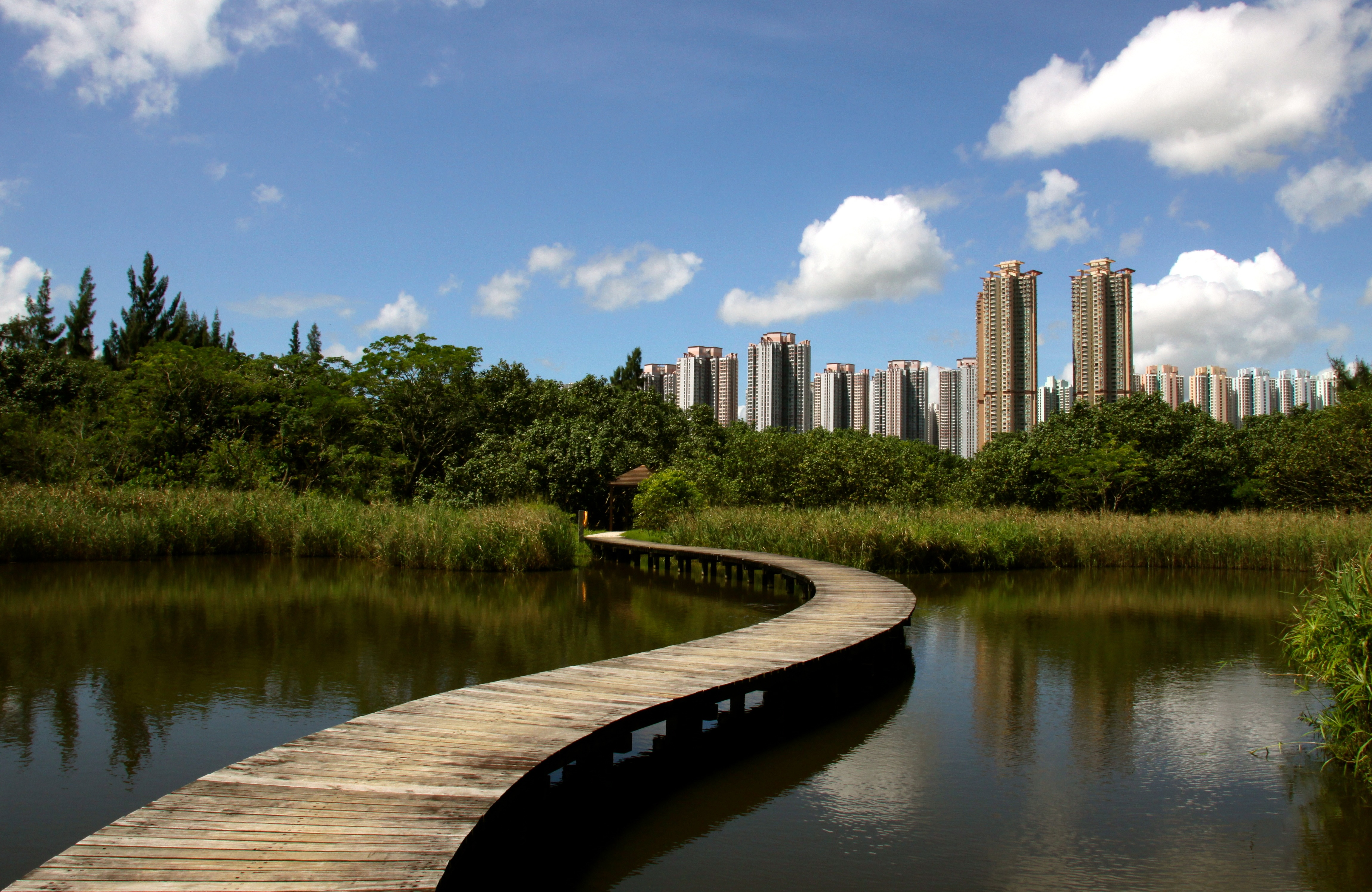
ワイルドサイド・ウォーク

## 交通
- 香港軽鉄の湿地公園駅